# Al-Mahdy Soliman
Al-Mahdy Soliman (tiếng Ả Rập: المهدي سليمان) (sinh ngày 30 tháng 11 năm 1986) là một thủ môn bóng đá người Ai Cập, thi đấu cho đội bóng tại Giải bóng đá ngoại hạng Ai Cập Smouha.